# Wohnungsbaugesellschaft Magdeburg
Die Wohnungsbaugesellschaft Magdeburg mbH kurz WOBAU ist eine kommunale Wohnungsgesellschaft mit Sitz in Magdeburg. Als öffentliches Unternehmen der Stadt Magdeburg bewirtschaftet sie eigene Wohn- und Gewerbeimmobilien im Stadtgebiet. 

## Unternehmen
Die Wohnungsbaugesellschaft Magdeburg mbH ist eine 100%ige Tochter der Stadt Magdeburg und ist, Stand 2018, Eigentümerin von 19.191 Wohnungen, 447 Gewerbeeinheiten und 4.912 Garagen, Einstellplätzen und Gärten mit einem Buchwert von ca. 713 Millionen Euro. Im Besitz der WOBAU befinden sich neben Plattenbauten auch bekannte, das Stadtbild prägende oder auch denkmalgeschützte Quartiere wie beispielsweise das Neubauprojekt Domviertel, die Wobau-Welle, den Katharinenturm oder die zwischen 1924 und 1932 erbaute Hermann-Beims-Siedlung, ein architektonisches Flächendenkmal.

## Sonstiges
Die Wohnungsbaugesellschaft Magdeburg engagiert sich in Magdeburg als Sponsor in den Bereichen Kultur und Sport unter anderem für den in der Bundesliga beheimateten Handballverein SC Magdeburg und dem Fußball-Zweitligisten 1. FC Magdeburg.